# 斯科特島

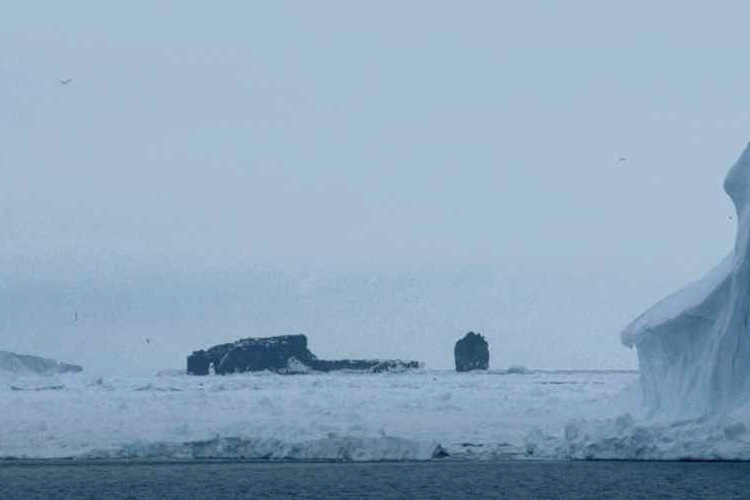

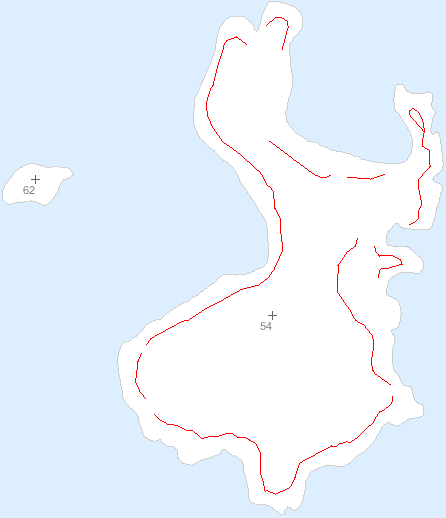

斯科特島是南極洲的火山島，位於南冰洋海域，長0.56公里、寬0.34公里，面積0.04平方公里，最高點海拔高度54米，島上無人居住，該島在1902年12月25日發現。
67°22.7′S 179°54.7′W / 67.3783°S 179.9117°W

## 外部連結
- Birds observed at Scott Island, Ross Sea, Antarctica （页面存档备份，存于）
- Gerhard Wörner and Giovanni Orsi (1990). Volcanic observations on Scott Island in the Antarctic Ocean, Polarforschung, 60 (2), 82–83.